# Bitwa morska pod Lemnos
Bitwa morska pod Lemnos – starcie zbrojne, które miało miejsce 6 lipca 1697 podczas wojny wenecko-tureckiej (1683–1699), będącej częścią ogólnoeuropejskich zmagań w ramach wojny Turcji z Ligą Świętą.
Bitwa została stoczona koło wyspy Lemnos na Morzu Egejskim między flotą wenecką (25 żaglowców, 2 handlowce, kilka galer, 2 brandery oraz ponad 1500 dział) a flotą turecką liczącą 20 żaglowców (w tym 1 żaglowiec trzypokładowy 70–80 dział, 19 żaglowców 50–60 dział), kilka galiot i 2 brandery. Wenecjanie stracili jedną galerę zdobytą przez Turków oraz 70 zabitych i 163 rannych. Straty tureckie nieznane.
Obie floty ponownie starły się 1 września 1697 w bitwie pod Andros. Zanim do tego doszło do floty weneckiej dołączyły dwa żaglowce – Rizzo d'Oro i Amazzone Guerriera.